# Fiestas patronales de San Vicente Ferrer
Las fiestas patronales en honor a San Vicente Ferrer se celebran en varios puntos de la geografía valenciana, en aquellos lugares donde San Vicente Ferrer es el santo patrón.

## Celebración enVall de Uxó
Catalogadas de Fiestas de Interés Turístico Nacional.

## Celebración en San Vicente del Raspeig
Las Fiestas patronales de San Vicente del Raspeig se celebran el fin de semana siguiente al Domingo de Pascua.
Se trata de unas fiestas cuyos orígenes se pueden remontar a la construcción de la primitiva ermita dedicada a San Vicente Ferrer que estaba erigida en el espacio que hoy en día ocupa la Iglesia de San Vicente Ferrer. Los primeros documentos en los que se cita la celebración de una fiesta en honor al santo datan del siglo XVII, donde se conceden distintas partidas presupuestarias en el Ayuntamiento de Alicante para la celebración de la "Festa Major" en la antigua partida del Raspeig. En 1975 se incorporan a las fiestas patronales las de Moros y Cristianos, participando por primera vez tres comparsas.
Desde esé año las Fiestas de San Vicente del Raspeig han evolucionado, incorporando nuevos actos y manteniendo algunos de los existentes. Las Fiestas Patronales están organizadas por la "Comissiò Municipal de Festes" en colaboración con la concejalía de Fiestas, mientras que las de Moros y Cristianos tienen su punto de unión en la "Federació Unió de Comparses Ber-Largas".
Las Fiestas Patronales y de Moros y Cristianos ofrecen tanto a los sanviceteros como a los visitantes un variado programa de actos. Hay que resantar en estas Fiestas la figura de las Reinas de las Fiestas, sus Cortes de Honor, así como los Capitanes, Abanderadas y Alféreces del bando Cristiano y Moro. 
Pregón, Entradas, Pasacalles, Mascletaes, Castillos de Fuegos, Entrada de Bandas, Ofrenda, Procesión, Embajadas, Regocijos Populares, actuaciones.... conforman un cúmulo de actos que le han hecho merecedoras a estas fiestas en septiembre de 2007 el título de "Fiestas de Interés Turístico Provincial"
El pasado mes de marzo de 2019 fueron declaradas Fiestas de Interés Turístico Autonómico.

## Celebración enLa Nucía
Las fiestas patronales San Vicente Ferrer se celebran en La Nucía, provincia de Alicante) a mediados de abril. 
Repleta de actos para todos los públicos, que cada año atrae a un gran número de visitantes y festeros de toda la comarca.